# 温多尔尼奥福克
温多尔尼奥福克，是匈牙利佐洛州所辖的一个村，总面积3.50平方公里，总人口134，人口密度38.3人/平方公里（2010年1月1日）。